# Rambler American
O American é um modelo produzido pela American Motors Corporation entre 1958 e 1969.